# Mistrzostwa Polski w Pięcioboju Nowoczesnym 2023
Mistrzostwa Polski w Pięcioboju Nowoczesnym 2023 – 70. edycja mistrzostw, która odbyła się w międzynarodowej obsadzie w dniach 31 sierpnia–1 września 2023 roku w Drzonkowie.
Wśród mężczyzn triumfował Łukasz Gutkowski z Legii Warszawa, wśród kobiet Oktawia Nowacka z ZKS Drzonków. Wraz z zawodami rozegrano również mistrzostwa Polski U-24.

## Wyniki

### Mężczyźni
| Miejsce | Zawodnik         | Klub/Repr.     | Wynik     |
| ------- | ---------------- | -------------- | --------- |
|         | Łukasz Gutkowski | Legia Warszawa | 1508 pkt. |
|         | Kamil Kasperczak | ZKS Drzonków   | 1491 pkt. |
| 3.      | Matěj Lukeš      | Czechy         | 1469 pkt. |
|         | Maciej Klimek    | Victoria Radom | 1438 pkt. |

### Kobiety
| Miejsce | Zawodnik         | Klub/Repr.             | Wynik     |
| ------- | ---------------- | ---------------------- | --------- |
|         | Oktawia Nowacka  | ZKS Drzonków           | 1376 pkt. |
|         | Ewa Pydyszewska  | ZKS Drzonków           | 1371 pkt. |
|         | Marta Kobecka    | Kapry-Armexim Pruszków | 1361 pkt. |
| 4.      | Natalia Dominiak | ZKS Drzonków           | 1339 pkt. |